# Чегодаровка
Чегодаровка (укр. Чогодарівка) — село, относится к Ширяевскому району Одесской области Украины. Расположено на реке Средний Куяльник.
Население по переписи 2001 года составляло 636 человек. Почтовый индекс — 66822. Телефонный код — 4858. Занимает площадь 1,9 км². Код КОАТУУ — 5125485901.

## Местный совет
66822, Одесская обл., Ширяевский р-н, с. Чегодаровка, ул. Комсомольская, 1

## Известные жители
- Колбасин, Елисей Яковлевич — писатель